# Tyrannie (roman)
Tyrannie est un roman dystopique de Richard Malka paru le 17 janvier 2018 aux éditions Grasset.

## Écriture du roman
Tyrannie est le premier roman écrit par Richard Malka. Fiction qui s’inscrit dans la tradition du roman judiciaire, Richard Malka explique que le personnage de Raphaël Constant n’est pas inspiré de sa propre personne, bien qu’il se fonde sur ses propres expériences en tant qu’avocat. Il déclare : « Il y a forcément un peu de Richard Malka – dans Raphaël Constant, comme dans tous mes personnages ».
Richard Malka dit avoir été influencé par 1984 de George Orwell, qui est pour lui un livre « fondateur » et « structurant », tout en choisissant d’emmener le lecteur dans les coulisses d’un procès, dans l’intensité d’une salle d’audience. Le lecteur se retrouve ainsi placé au centre d’un procès historique en position de juré, auquel il incombe de juger ce qui est légitime.

## Résumé
En Aztracie, pays imaginaire, Isidor Aztri s’est faire élire démocratiquement à la tête du pays avec un programme politique intitulé « le Manuscrit du Juste », alliant politique, philosophie et religion. Une fois élu, il a transformé son pays en une dictature sur laquelle il règne politiquement et religieusement, imposant son idéologie fondée sur un mythe de pureté et de transparence.
Oscar Rimah, pédiatre originaire d’Aztracie, est réfugié politique en France. Pour alarmer le monde sur la situation de son pays, il décide de commettre un meurtre et tue le premier secrétaire de l’Ambassadeur d’Aztracie en France.
Raphaël Constant, avocat de renom, est chargé de le défendre. Il réclame l’acquittement de son client, qui revendique pourtant ouvertement son meurtre. La veille du jugement du procès, il rencontre Amalia, jeune Aztride exilée en France, dont il tombe amoureux malgré ses doutes sur sa sincérité.

## Thèmes du roman
Tyrannie invite le lecteur à s’interroger sur les totalitarismes, . À travers son récit d’un procès fictionnel, le roman ébauche une réflexion sur les dangers de notre époque pour les libertés individuelles.
Richard Malka a déclaré vouloir « interroger sur les totalitarismes » ; il questionne la propension intérieure de l’homme à être fasciné par les totalitarismes, les « tyrans » et leur discours séduisant, qui pousse à l’adhésion des citoyens. Pour lui, les tyrannies peuvent s’installer démocratiquement en trouvant des « thèmes porteurs exploitables » capables de « séduire le peuple » en avançant sous l’étendard du bien ». Dans une interview, Richard Malka appelle à se « méfier des gens qui vendent le bien » et promettent de rendre l’homme meilleur.
Pour Richard Malka, la « recherche de pureté » est consubstantielle à la nature humaine. Cependant, ce désir de vertu s’accomplit souvent aux dépens des libertés individuelles. Dans son roman, Richard Malka cite Dostoïevski : « Il n’y a qu’une chose que les hommes préfèrent à la liberté, c’est l’esclavage ».
Tyrannie est aussi un roman d’anticipation. Richard Malka déclare que pour construire son idéologie Aztride et imaginer « le totalitarisme de demain », ses recherches se sont orientées vers des totalitarismes passés, comme le communisme – sujet sur lequel il avait déjà travaillé dans le cadre de ses bandes dessinées, et actuels, parmi lesquels il cite notamment l’islamisme radical.

## Réception du roman
La critique note l’influence de George Orwell sur le roman, tant dans le récit d’une « dystopie philosophico-politique » que sur le style, qu’elle qualifie de « judiciaro-orwellien »,. 

## Prix et distinctions
- Prix du premier roman à la Journée du Livre 2018 de Sablet[6].
- Prix du premier roman de La Lanterne 2018 de Rambouillet.